# Ectropis mesoplatys
Ectropis mesoplatys là một loài bướm đêm trong họ Geometridae.